# Conturul norilor
Conturul norilor este un film românesc din 2004 regizat de Marius Șopterean. Rolurile principale au fost interpretate de actorii Matei Șopterean.

## Distribuție
Distribuția filmului este alcătuită din:
- Matei Șopterean — Adam